# Raphael Dietrich
Raphael Dietrich (* 1894 in Speier bei Nikolajew, Ukraine; † nach 1930 in der Sowjetunion) war ein deutsch-russischer römisch-katholischer Geistlicher und Märtyrer. 

## Leben
Raphael Dietrich stammte aus einer schwarzmeerdeutschen Familie im Bistum Tiraspol. Er studierte Theologie am Priesterseminar Saratow und wurde 1918 zum Priester geweiht. Dann war er Pfarrer in Preuß (Dekanat Seelmann). 1925 wurde er verhaftet und verurteilt. Seitdem ist er verschollen.

## Gedenken
Die Römisch-katholische Kirche in Deutschland nahm Pfarrer Raphael Dietrich als Märtyrer in das deutsche Martyrologium des 20. Jahrhunderts auf.